# 650
Cette page concerne l'année 650  du calendrier julien. Pour l'année 650 av. J.-C., voir 650 av. J.-C. Pour le nombre 650, voir 650 (nombre).
L'année 650 est une année commune qui commence un vendredi.

## Événements
- Début du règne de Gaozong, empereur de Chine (650-683). Il achève l’œuvre de Taizong en Asie centrale[1].
- Sécession de l’exarque de Ravenne Olympios qui se proclame empereur avec l'appui du pape Martin Ier (fin en 652)[2].
- Le concile de Rouen impose des surveillants pour faire respecter la pratique et le repos dominical[3]. Les conciles des Gaules cessent pratiquement de se réunir.
- Pas d’évêque mentionné à Genève de 650 à 833[4].

## Naissances en 650
- Sainte Pharaïlde

## Décès en 650
- Bhāskaravarman, roi de Kamarupa (° 600).
- Songtsen Gampo, souverain tibétain, unificateur du Tibet[5].